# Eugène Nolent
Eugène Nolent, né le 11 mai 1878 à Bernay dans l'Eure et mort pour la France à Somme-Suippe dans le département de la Marne le 25 février 1916, est un journaliste et avocat français du XXe siècle. Son nom est inscrit au Panthéon parmi les 560 écrivains morts au combat pendant la Première Guerre mondiale.

## Biographie
Eugène Nolent, né le 11 mai 1878 à Bernay, est le fils de Georges Gustave Nolent (1853-1883) et de Louise Lucille Neuville. Issu d'une famille de Pont-Audemer, son père s'était engagé à 17 ans pour la guerre franco-allemande de 1870, avait combattu à Reichsoffen et été fait prisonnier à Sedan. 
Après la mort prématurée de son père en 1883, Eugène Nolent est élevé exclusivement par sa mère. Il effectue une partie de sa scolarité au petit séminaire de Pont-Audemer puis à Paris, au collège Stanislas et obtient le premier prix de dissertation française au concours général. Il poursuit des études littéraires, obtient les licences de lettres en 1898, de philosophie et de droit et se présente au concours de l'agrégation de philosophie. 
Il fait son service militaire au 39e régiment d'infanterie de novembre 1899 à septembre 1900. Il est auditeur à l'École pratique des hautes études (1901-1902) et travaille comme journaliste, collaborant au Sillon, à l'Excelsior et au Petit Journal où il est chroniqueur judiciaire et couvre notamment l'affaire Steinheil. Après un voyage d'étude en Allemagne, il collabore à la revue L'Idée en même temps que Maurice Barrès, dont il devient le secrétaire, éditant des articles de ce dernier qui paraissent sous le titre De Hegel aux cantines du Nord. En 1904, il est membre de la Fédération régionaliste française et intervient auprès de la Société d'économie sociale. 
Il devient avocat au barreau de Paris en mars 1906, membre de la conférence Molé-Tocqueville, dont il est président, et enseigne le journalisme à l'École des hautes études sociales,.  
En avril 1910, il se présente face à Théodore Steeg dans la circonscription de la Seine et termine second. En avril 1914, il se présente, sans succès, aux élections législatives à Pont-Audemer sous l'étiquette « républicain progressiste, libéral »,.
À la mobilisation en août 1914, il est rappelé comme sergent au 17e régiment d'infanterie territoriale. Promu au rang de sous-lieutenant à titre temporaire, il est légèrement blessé au bras le 26 septembre dans la Somme et écrit à sa mère le lendemain : « Nous avons eu hier une affaire assez grave, six heures sous la pluie de feu. Une petite éraflure au bras pour moi, 12 hommes perdus par ma section dont un mort dans mes bras. J'ai supporté vaillamment l'épreuve qui est redoutable ! Quelle effroyable chose que la guerre !... ». Son grade de sous-lieutenant devient définitif en janvier 1915.
Dès le début de la guerre, il défend régulièrement des soldats inculpés devant les conseils de guerre et écrit dans L'Écho des tranchées.
Fin janvier 1916, il passe dans l'armée active au 410e régiment d'infanterie et est en première ligne le 18 février 1916. Le 23 février, Eugène Nolent est blessé mortellement par l'éclatement d'une torpille aérienne à Souain et meurt à l’ambulance 3/11 de Somme-Suippe où il a été transporté le 25 février 1916. D'abord enterré dans le cimetière militaire de Somme-Suippe, sa famille rapatrie son corps pour l'inhumer à Pont-Audemer en avril 1921.  

## Œuvres principales
- La Commune rurale et la paroisse, 1904
- Eugène Nolent : quelques-unes de ses lettres du front (de 1914 à 1916, février), édité par J. Leroy, Le Havre, 1926
- Impressions d'Italie, 1926

## Distinctions
- Chevalier de la Légion d'honneur, par arrêté du 2 avril 1916 et pour prendre rang au 24 février 1916[14]
- Croix de guerre 1914-1918, palme de bronze

## Hommages
- Le nom d'Eugène Nolent est inscrit au Panthéon dans la liste des 560 écrivains morts pour la France[15].
- Son nom figure sur la plaque commémorative 1914-1918 de la Sorbonne, le Monument aux Parisiens morts pendant la Première Guerre et la plaque commémorative du Palais de justice à Paris, sur le monument aux morts de Pont-Audemer.
- Le sculpteur Jean Baffier réalise un modèle en plâtre, en demi-grandeur d'exécution, de la statue d'Eugène Nolent pour la ville de Pont-Audemer[16].